# Iraks president

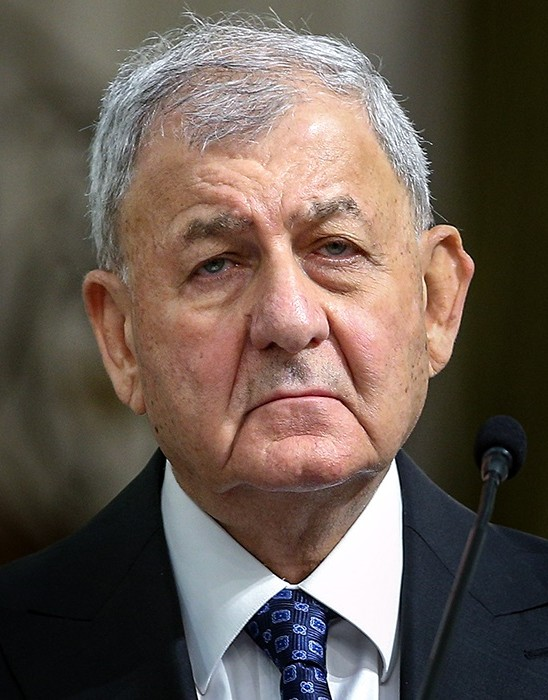
Abdul Latif Rashid är Iraks nuvarande president

Iraks president är landets Iraks högsta politiska ledare. Presidenten har framför allt en ceremoniell funktion och ska enligt ett avtal från 2003 vara kurd och shiamuslim medan parlamentets talman ska vara sunnimuslim.
Sedan 2022 är Abdul Latif Rashid president i Irak.